# Sara Varone
Sara Varone  (nacida el 27 de diciembre de 1972) es una actriz y presentadora de televisión italiana. 
En 2006 realizó su primera aparición en el canal principal de Mediaset, el Canale 5, en el show del domingo por la tarde ’’’Buona Domenica’’’ presentado por Paola Perego. En el show junto a Elisabetta Gregoraci, formando parte del reparto hasta 2009.
En 2009 actuó en “Airplane” (una adaptación teatral de la película).
Y en 2010 en la obra “a day long 40 years” con Gianfranco D'Angelo.

## Adicional
Posee un título en psicología por la universidad La Sapienza de Roma que le habilita para ejercer como psicóloga sexual.